# Lorzestadion
Het Lorzestadion was de thuisbasis van voetbalclub KFC Dessel Sport in Dessel. Het stadion had een capaciteit van 4291. Het stadion had 800 zitplaatsen waarvan 550 overdekt, en 3400 staanplaatsen, waarvan 2000 overdekt. In 2009 werd het vervangen door het Armand Melisstadion.